# 크세로포타무 수도원

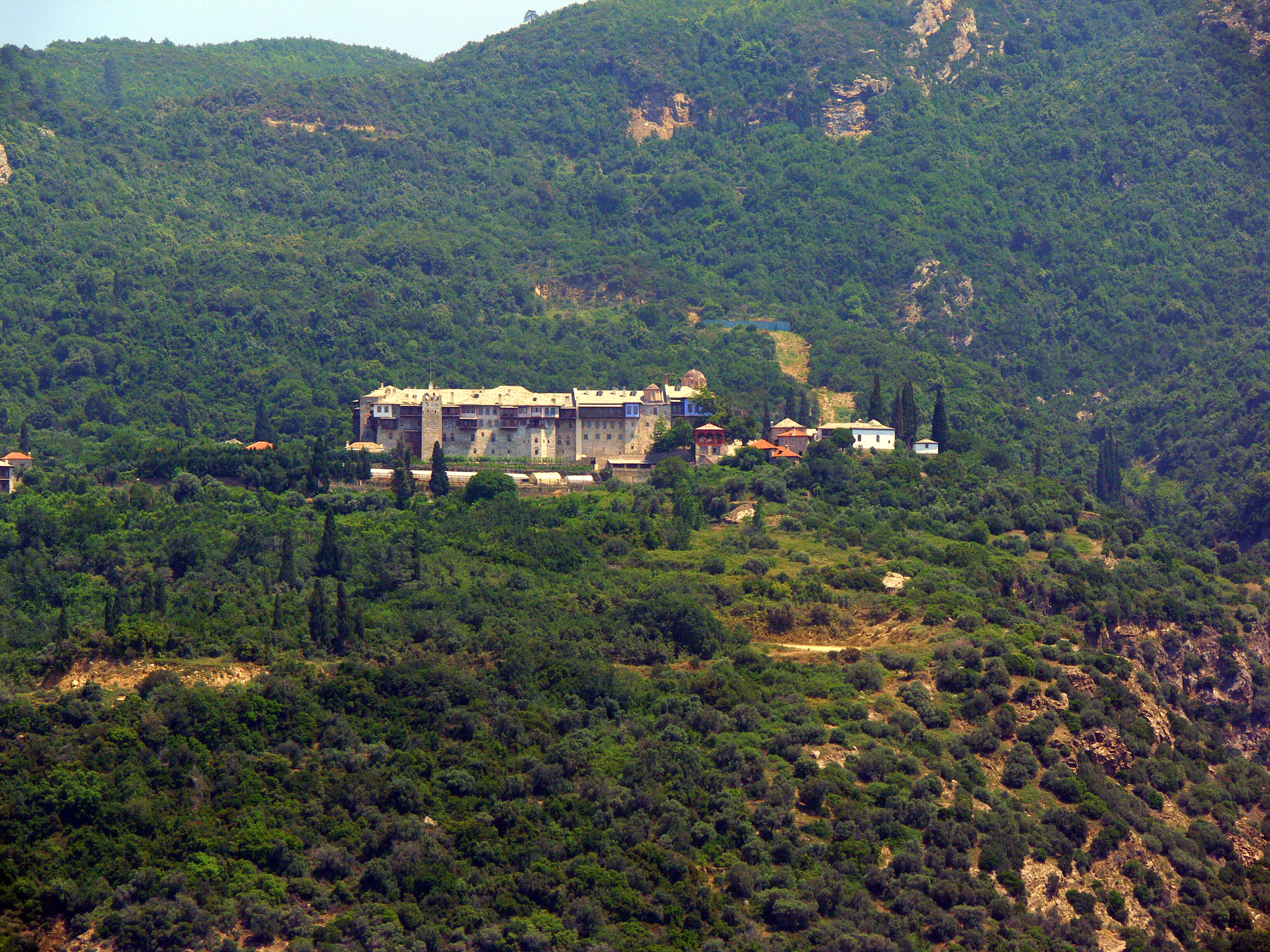
크세로포타무 수도원

크세로포타무 수도원(그리스어: Μονή Ξηροποτάμου)는 그리스 아토스산 수도원 주에, 반도의 중부에 있는 동방정교회 수도원이다. 이 수도원은 아토니테 수도원들 중에서 여덟 번째 위계를 지닌다. 이 수도원은 10세기에 설립되었고 세바스테의 40인의 순교자들에게 봉헌되었다.
크세로포타무에는 수많은 유물들과 성십자가의 현존하는 가장 큰 조각으로 유명한 유물이 보관되어 있다. 그러한 이유로, 이 수도원은 성십자가의 고양 축일인 9월 14일에 관련 축일을 기념한다.
이 수도원의 도서관에는 409권의 필사본들과 약 600 권의 인쇄된 책들이 포함되어 있다. 오늘날 이 수도원에는 약 25명의 수사들이 있다.